# Histologie

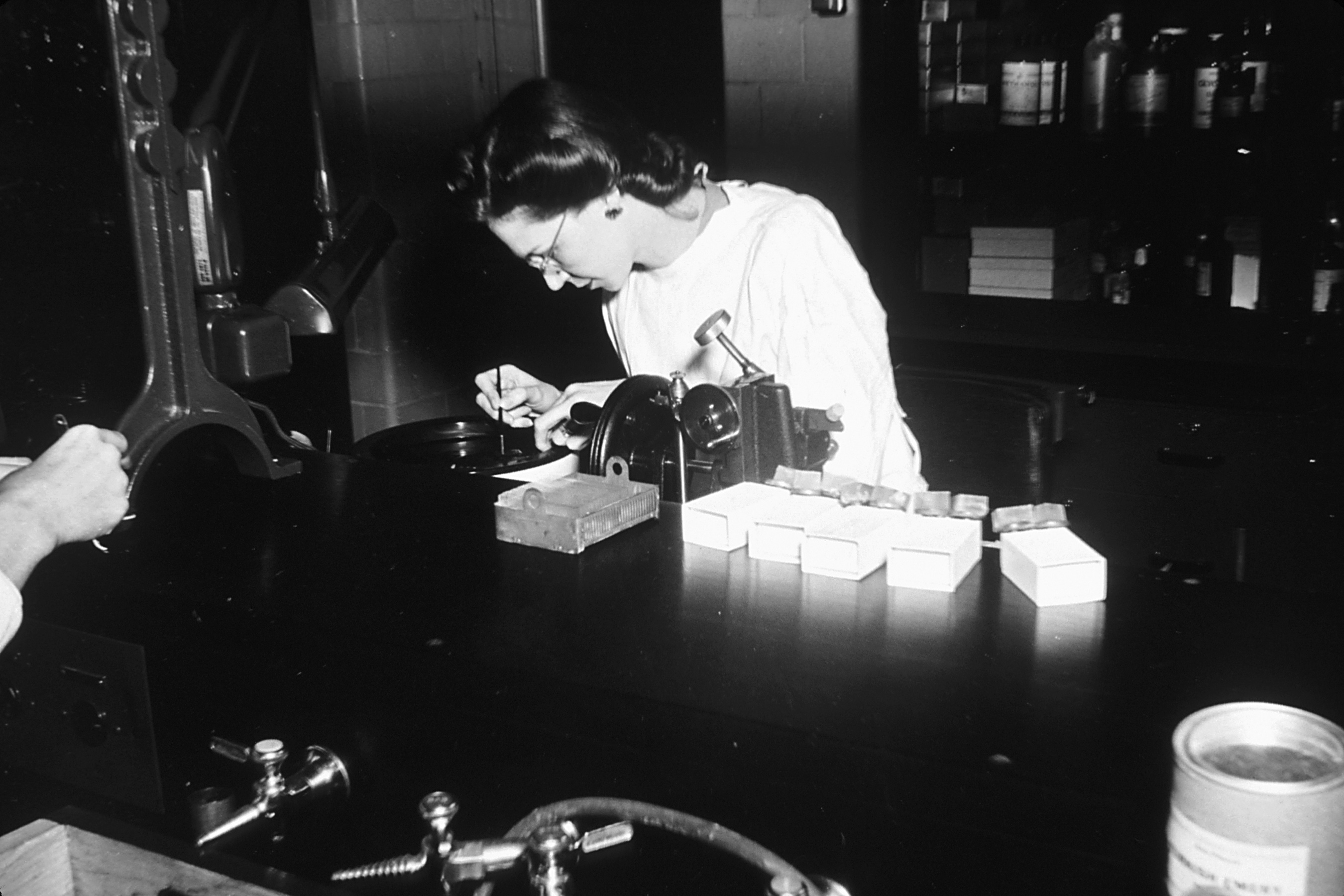
Příprava histologického preparátu na podložním sklíčku po vytvoření řezu tkáně, zalité do parafínu, na mikrotomu

Histologie (z řečtiny: histos = tkáň, logos = nauka) je vědní disciplína, která se zabývá studiem mikroskopické struktury živočišných tkání (rostlinné tkáně – pletiva – jsou také zkoumány histologicky) a orgánů mnohobuněčných organismů. Je předmětem studia na přírodovědeckých a lékařských fakultách.

## Zařazení a rozdělení histologie
- biologie
  - morfologie
    - histologie
      - cytologie – nauka o buňce
      - obecná histologie – nauka o tkáních
      - speciální histologie (mikroskopická anatomie)
      - histotechnologie

Z praktických důvodů se rozděluje na obecnou a speciální histologii. Obecná histologie je nauka o struktuře základních typů tkání. Je k ní přiřazována rovněž cytologie – nauka o buňce. Speciální histologie, jinak také mikroskopická anatomie je věda studující mikroskopickou stavbu jednotlivých orgánů.
Příbuzné a související obory:
- buněčná biologie – studuje struktury menší než buňka, hlavně organely v buňce
- histopatologie – mikroskopická struktura nemocných tkání a orgánů. Je důležitým nástrojem patologické anatomie.
- histochemie – chemické pochody probíhající v tkáních
- imunohistochemie – využívá antigeny a protilátky na bližší poznání struktur
- anatomie – struktura orgánů a orgánových soustav
- morfologie – studuje celé organismy

## Histologické techniky
Rozvoj histologie by nebyl možný bez vynálezu světelného mikroskopu; v současnosti je získávání dalších poznatků umožněno díky mikroskopům elektronovým. S rozvojem histologie muselo dojít i k vytvoření a zdokonalování mnoha technik fixace a barvení vzorků. Živočišné tkáně totiž nelze zkoumat v nativním stavu, rozkladné procesy, které začínají prakticky ihned po smrti buňky, totiž nenávratně ničí původní strukturu tkáně.
Odborníci trénovaní v histologických technikách, řezání a barvení tkání jsou histologičtí technologové (anglicky Histologic Technicians, HT). Jejich oborem je histotechnologie.
Histologický artefakt je struktura, která chybí v živých tkáních, ale objevila se během přípravy histologického preparátu. Např. během barvení, montování v entellanu, apod. Histologický technolog se vždy snaží vznik artefaktů minimalizovat.

## Využití
V medicíně našla histologie své využití při zkoumání patologických změn tkáně (zhoubné bujení). Pomocí histochemických technik lze prokázat přítomnost látek (např. enzymů) v buňkách a tkáních a lépe tak porozumět chemickým procesů v živém organismu.

### Atlasy
- Atlas histologických technik
- Histologický atlas MedAtlas
- Atlas histologie LF UP
- (anglicky) Histology
- (anglicky) Internet Atlas of Histology

### Ústavy
- Ústav histologie a embryologie LF UP v Olomouci Archivováno 27. 8. 2005 na Wayback Machine.
- CBO - Oddělení histologie a embryologie 3. lékařské fakulty v Praze
- Ústav histologie a embryologie (Lékařská fakulta v Plzni, Univerzita Karlova v Praze) Archivováno 7. 5. 2005 na Wayback Machine.
- Ústav anatomie, histologie a embryologie Archivováno 26. 3. 2009 na Wayback Machine. Fakulty veterinárního lékařství VFU Brno
- Ústav histologie a embryologie MU v Brně – Lékařská fakulta

### Ostatní
- Histologie močového měchýře
- Česká společnost histologických laborantů
- Kategorie:Histologie na Medik.cz
- (anglicky) Imunohistologické metody